# Nené Cao
Nené Cao (Buenos Aires, Argentina; 3 de abril de 1920 - Ibídem; 12 de abril de 1993) fue una destacada vedette y bailarina argentina, que incursionó también en cine como actriz.

## Biografía
Se inició vocacionalmente como bailarina al estudiar danzas en el Conservatorio Nacional, donde compartió estudios con Beba Bidart, Juanita Martínez y Ángel Eleta, entre otros.
Fue una vedette en la época de Thelma del Río, Maruja Montes, Blanquita Amaro, Amelita Vargas y Nélida Roca.
Debido a su gran inhibición a la hora del desnudo fue la tapa de la revista Cascabel en varios oportunidades, en la que Rodríguez Lorenzo, publicaba en sus páginas centrales una "sexy de onda".
Era hermana de Rafael García, un importante bailarín y coreógrafo de la época.
La vedette Nené Cao falleció en 1993 tras una larga enfermedad.

## Carrera

### Filmografía
- 1945: Dos ángeles y un pecador, donde realizó un número musical.
- 1949: Otra cosa es con guitarra
- 1954:  La calle del pecado
- 1955: Vida nocturna, junto a Maruja Montes y José Marrone.

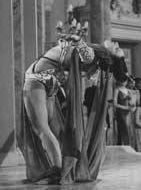
Nené en el filme Dos ángeles y un pecador.

- 1956: Estrellas de Buenos Aires [2]

### Teatro
Trabajo en el Teatro Maipo, el Teatro Tabarís y el Teatro Nacional, como primera vedette. [cita requerida]En sus comienzos también pasó por el Teatro Cosmopolita. Entre algunas de sus obras están:
- 1941: Gran "Dopping" Electoral, con libro y dirección de Antonio Botta y Marcos Bronenberg, con Sofía Bozán, Juan Carlos Thorry, Marcos Caplán, Alberto Anchart, Severo Fernández, Rafael García, Margarita Padín, Elsa del Campillo, Dringue Farías, Elena Bozán en el Maipo.[3]
- 1941:¡Los pecados capitales... y provinciales![3]
- 1941: La "Blitzkrieg" de la revista.[3]
- 1941: Con la sonrisa en los labios.[3]
- 1945: ¡Los Muchachos Quieren Volver!, en el Teatro El Nacional con Victoria Cuenca, Mabel Miranda, Vicente Formi, Carmen del Moral, Carlos Castro, Roberto García Ramos, Jesús Gómez y Ramón Garay.
- 1945: Está… Tutto Listo!.
- 1945: Si mi marido supiera lo que hago, en el Teatro Ateneo de Buenos Aires con Hilda Dehil, Tono Andreu, Sussy Derqui y otros.[4][3]
- 1946: O Mundo É Uma Dançar, en el Teatro Río (Río de Janeiro) con Thelma Carló, Roberto García Ramos, Rafael García, Víctor Martucci y Carmen Rodríguez.
- 1946: Reuniones de estrellas en Paraná y Corrientes con Oscar Villa, Chola Luna, Alberto Anchart (padre), Lolita Torres, Blanquita Amaro y Rafael García.
- 1946: Los cien barrios porteños, con María Esther Gamas, R. García Ramos, Silvia Galán, Arturo Palito, Adela Morey y Héctor Gagliardi, Rafael García, Tito Climent y Amelita Vargas.
- 1946: Dove está la papa.[3]
- 1947: Locuras de medianoche, junto a Fernando Borel, Margarita Padín y Rafael García.[5]
- 1948: Los colores de mi tierra, estrenada en el Teatro Comedia, con Severo Fernández, Alberto Anchart y la cancionista Nenina Fernández.
- 1952: Churros, amor y fantasía, con la Gran Compañía de Revistas encabezada por Ubaldo Martínez, Alfredo Barbieri, Cuquita Carballo y Don Pelele, junto a la vedette española María Antinea.
- 1953:Así es América, junto a Pablo Palitos, Olinda Bozán, Diana Maggi, Pedro Quartucci, Maruja Montes, Beba Bidart, Elena Lucena, Lita Moreno y Oscar Valicelli.[6]
- 1955: Las Piernasmascope de el Nacional, en el Teatro El Nacional, con Nélida Roca, May Avril, Pepe Arias, Juan Verdaguer, Tato Bores, Héctor Rivera, Alfredo Barbieri, Tito Lusiardo, Beba Bidart y Roberto García Ramos.[3]
- 1955:  La tercera diversión, junto a la "Compañía Argentina de Grandes Revistas", encabezada por Olinda Bozán y un gran elenco.
- 1955: Los caballeros prefieren la de El Nacional, en el Teatro El Nacional, con Pepe Arias, Maruja Montes, Juan Verdaguer, Alfredo Barbieri, Don Pelele, Thelma del Río, Roberto García Ramos, Elena Lucena, y Mireya Zuliani.
- 1956: Si yo fuera presidente, junto a Marcos Caplan, Nélida Roca, Tito Lusiardo, Beba Bidart, Don Pelele, Roberto García Ramos, Tato Bores y Pepe Arias.
- 1957: Nerón y Silvia, con la "Gran Compañía Argentina de Revistas" con Pepe Arias, Nélida Roca, Adolfo Stray, Egle Martin, Tato Bores, Rafael Carret y Thelma del Río.
- 1959: Buon Giorno Argentina, en el Teatro El Nacional con Sexteto Carosone, Luis Arata, Julia Sandoval, Vicente Formi, Eduardo Nobili, Olga Montenegro, Soledad del Río y Elsa Rey.
- 1960: Arturo en el país de la mala leche, junto al capocómico Adolfo Stray, Tito Lusiardo, Severo Fernández, Roberto García Ramos y May Avril (vedette del Follies Bergere de París).[7]

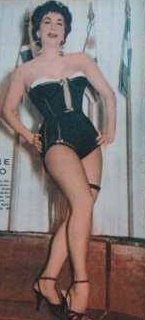
Nené Cao en tapa de la Revista "Cantando".

- 1960: Criaturas adorables, junto a Ubaldo Martínez, Maruja Montes, Alfredo Barbieri, Beba Bidart, Don Pelele, Rafel García, Oscar Villa, Oscar Valicelli, Lilian Valmar y Gloria Montes.
- 1960: Las muchachas de antes no usaban bikini, con Adolfo Stray, Tita Merello, Margarita Padín, Beba Bidart, Rafael Carret y Rafael García.[8]
- 1961: Trabajó en una obra presentada en la sala Goyescas, junto José Marrone, Juanita Martínez, Argentinita Vélez y el bailarín Coco Lema Coppola.
- 1963: Marco Antonio y Cleopatra en el Teatro El Nacional, dirigida por Carlos A. Petit, con Adolfo Stray, Don Pelele, Doris del Valle, Fidel Pintos, Nora Nuñez, Roberto García Ramos y Oscar Villa.

En 1941 integra la "Compañía Argentina de Revistas Cómicas Alberto Anchart- Blanquita Amaro- Severo Fernández", junto con Lolita Torres ("El alma de España hecha canción"), Chola Luna, Oscar Villa, Rafael García, Marcelle Marcel, Sarita Antúnez y Eduardo de Labar.
En el T. El  Nacional actuó en la comedia Buenos días, Señor Invierno, presentada por la "Gran Compañía de Revistas Cómicas" encabezada por Alfredo Barbieri, Don Pelele, Tato Bores y Alba Solís.
También hizo varias funciones en el exterior como  en Porto Alegre (Brasil) y España.
En 1967 brindó un espectáculo especial en el Teatro Marconi como despedida ante su demolición en ese año. En ese show especial también estuvieron la cantante española Teresita De Ávila, Vicky Lester y Nelly stuart.